# Paul Teutul junior
Paul « Paulie » Michael Teutul (né le 2 octobre 1974) est une des célébrités de l'émission de télé-réalité américaine American Chopper. Il a cofondé Orange County Choppers avec son père, Paul Teutul senior en 1999. Paul est parfois surnommé Junior mais il ne l'est pas juridiquement puisque son père a découvert qu'il était junior (voir Paul Teutul), Paul, Jr. serait en fait Paul 3e du nom. Paulie est le chef designer et fabricant de OCC, et avant cela était à la tête d'Orange County Ironworks. C'est aussi lui qui a dessiné le logo d'OCC.
Paulie, tout comme son plus jeune frère Michael Teutul, devinrent des célébrités quand Orange County Choppers devint le lieu de tournage de la série American Chopper sur la Discovery Channel en 2002 (en 2007 la série est diffusée sur TLC aux USA). Il a un autre frère, Daniel qui est le directeur général et le propriétaire d'Orange County Ironworks. Il a aussi une sœur, Cristin, qui est la plus jeune des enfants Teutul. Elle est actuellement infirmière à Rochester (New York).

## Compétences
Bien que souvent critiqué par son père, Paul Jr. est un constructeur de motos customisées compétent. Il contrôle le design, la couleur, le style, et l'assemblage de la moto. Paul Jr. a aussi du talent dans le travail de l'acier, qu'il travaille depuis son jeune âge. Junior a créé plusieurs motos à thème pour OCC. Certaines furent montrées sur la Discovery channel et d'autres furent créées à l'abri des regards. 

## Compléments

#### Famille
- Paul Teutul senior
- Daniel Teutul
- Michael Teutul
- Cristin Teutul

#### Collègues
- Vinnie DiMartino
- Rick Petko
- Jason Pohl
- Cody Connolly
- Nick Hansford
- Jim Quinn
- Christian Welter